# Begençmuhammet Kuliyev
Begençmuhammet Kuliyev (en turcomano: Begençmuhammet Nurýagdyýewiç Kuliýew, Asgabat, RSS de Turkmenistán; 4 de abril de 1977) es un exfutbolista de Turkmenistán que jugaba en la posición de centrocampista.

## Carrera

### Club
| Periodo   | Club                  |
| --------- | --------------------- |
| 1997–2000 | FK Köpetdag Aşgabat   |
| 2000      | Nisa Aşgabat          |
| 2001–2002 | FC Kristall Smolensk  |
| 2003      | FC Shakhter Karagandy |
| 2004      | FC Vostok             |
| 2004      | Nisa Aşgabat          |
| 2004–2005 | FC Aboomoslem         |
| 2007–2010 | FC Aşgabat            |

### Selección nacional
Jugó para Turkmenistán en 24 ocasiones de 1997 a 2006 y anotó ocho goles; participó en la Copa Asiática 2004 y en los Juegos Asiáticos de 1998.

## Logros
- Ýokary Liga (2): 1998, 2000
- Copa de Turkmenistán (5): 1997, 1999, 2000, 2007, 2008
- Supercopa de Turkmenistán (1): 2007

## Estadísticas

### Goles con selección nacional
| #  | Fecha      | Sede                  | Rival          | Resultado | Torneo                                               |
| -- | ---------- | --------------------- | -------------- | --------- | ---------------------------------------------------- |
| 1. | 19-11-2003 | Asjabad, Turkmenistán | Afganistán     | 11–0      | Clasificación para la Copa Mundial de Fútbol de 2006 |
| 2. | 19-11-2003 | Asjabad, Turkmenistán | Afganistán     | 11–0      | Clasificación para la Copa Mundial de Fútbol de 2006 |
| 3. | 19-11-2003 | Asjabad, Turkmenistán | Afganistán     | 11–0      | Clasificación para la Copa Mundial de Fútbol de 2006 |
| 4. | 23-11-2003 | Kabul, Afganistán     | Afganistán     | 2–0       | Clasificación para la Copa Mundial de Fútbol de 2006 |
| 5. | 23-11-2003 | Kabul, Afganistán     | Afganistán     | 2–0       | Clasificación para la Copa Mundial de Fútbol de 2006 |
| 6. | 31-3-2004  | Asjabad, Turkmenistán | Indonesia      | 3–1       | Clasificación para la Copa Mundial de Fútbol de 2006 |
| 7. | 18-7-2004  | Chengdu, China        | Arabia Saudita | 2–2       | Copa Asiática 2004                                   |
| 8. | 22-7-2004  | Chengdu, China        | Irak           | 2–3       | Copa Asiática 2004                                   |